# Maria Glandorf
Pour les articles homonymes, voir Glandorf.
Maria Wilhelmina (Maria) Glandorf, née le 19 janvier 1952 à Dordrecht est une sculptrice et installatrice néerlandaise.

## Biographie
Maria Glandorf naît le 19 janvier 1952 à Dordrecht.
Elle étudie successivement de 1968 à 1972 à l'Academie voor Beeldende Kunsten Sint-Joost de Bréda, de 1972 à 1973 à la Académie Gerrit Rietveld d'Amsterdam et de 1973 à 1975 à l'Académie du film d'Amsterdam. De 1975 à 1977, elle termine ses études de sculpture à l'Académie royale des beaux-arts d'Amsterdam. En 1976, elle  participe au Salon de Mai à Paris et en 1980, elle expose son travail avec le Cercle des Sculpteurs Néerlandais au Stedelijk Museum Amsterdam. Elle expose également hors des Pays-Bas en 1988 et 1990 au Musée d'Art Moderne de Varna en Bulgarie.
L'artiste vit et travaille à Amsterdam.

## Œuvres
- Volmaakt (1978), Develzoom, Zwijndrecht
- De engel (1980), Willem Dreeslaan, Papendrecht
- Monument Holendrecht, Abcouderpad, Amsterdam-Zuidoost
- De balling (1987), Kerkstraat, Ouder-Amstel
- Kracht en gratie (1991), winkelcentrum Biezenkamp, Leusden
- Voor Hatchepsut (1993), Binnenlandse Baan/Marjoleinlaan, Barendrecht
- Leviathan (1993), expositie Papendrecht 2010
- Biggo van Duvelant[3] (2004), Dorpsdijk/Rijsdijk, Rhoon

## Galerie

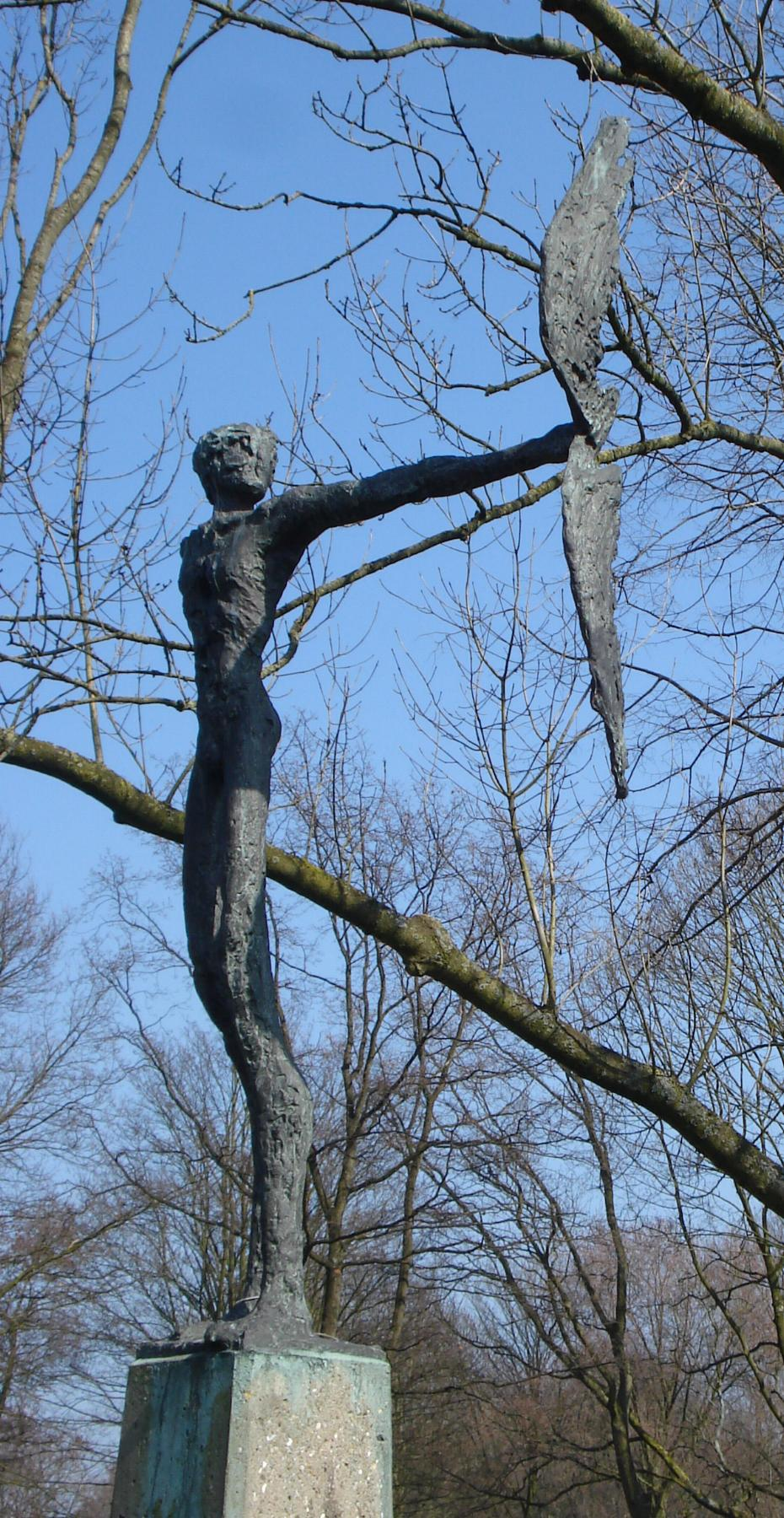
Volmaakt (1978), Zwijndrecht
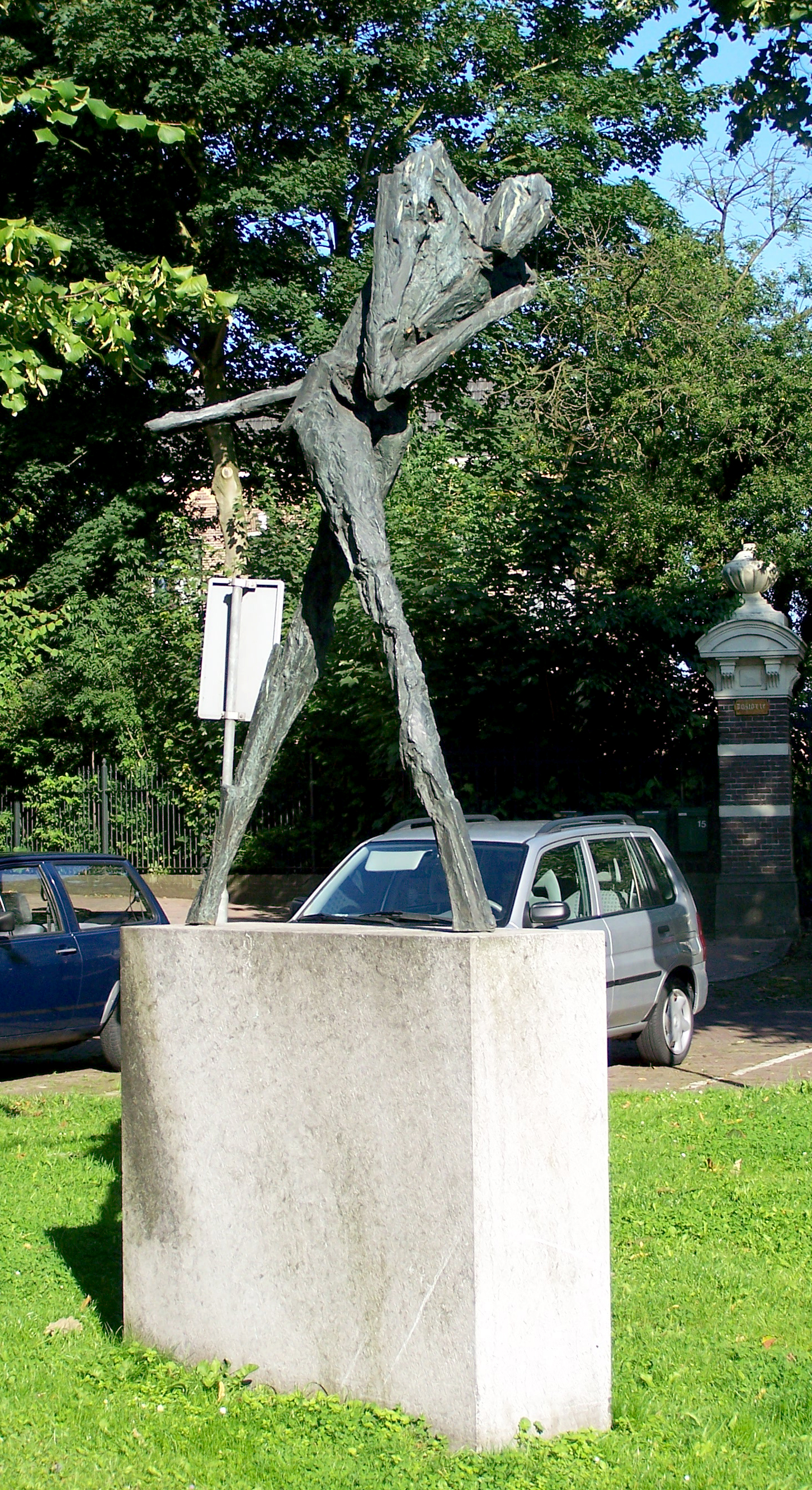
De balling (1987), Ouder-Amstel
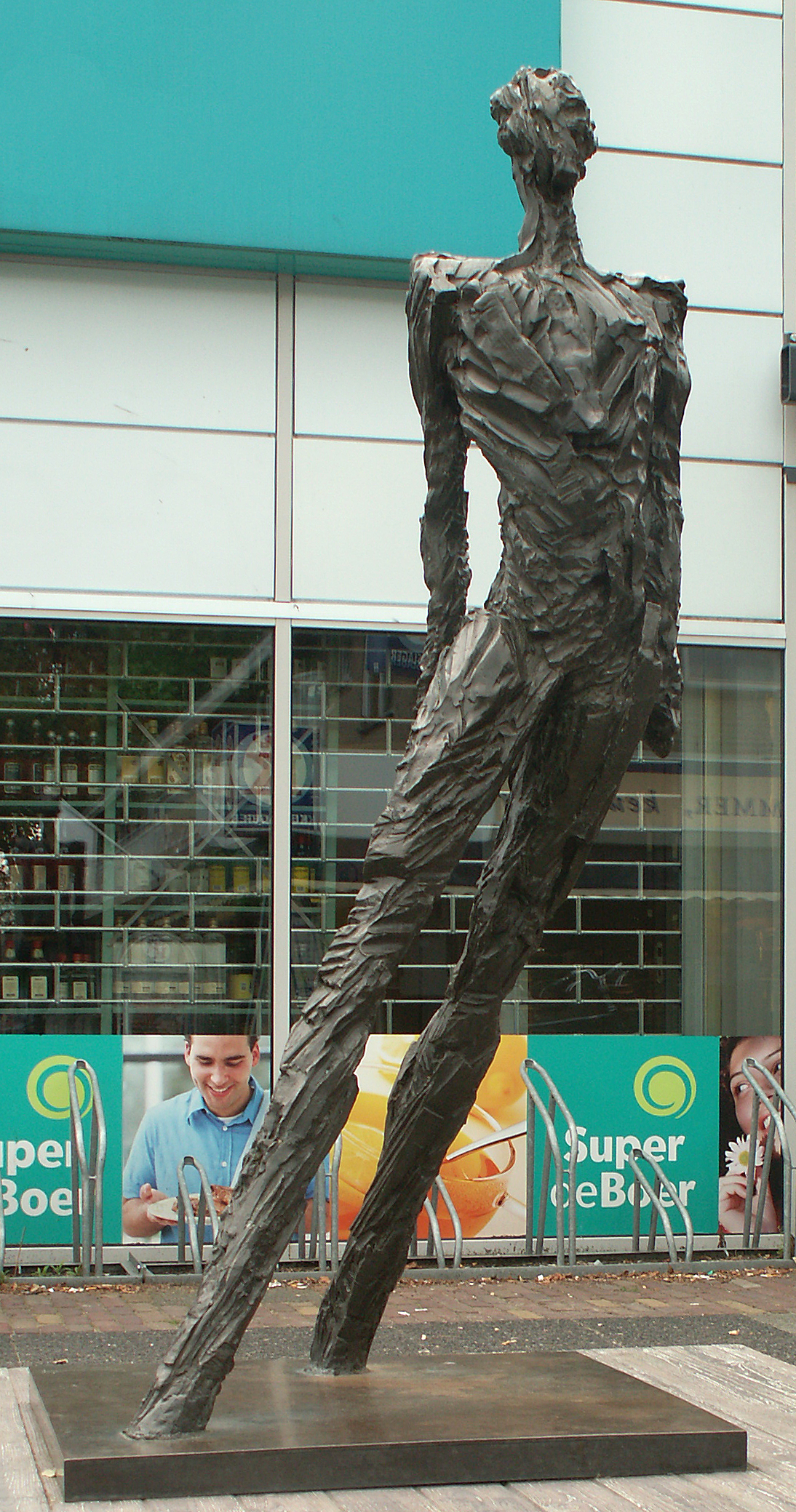
Kracht en gratie (1991), Leusden
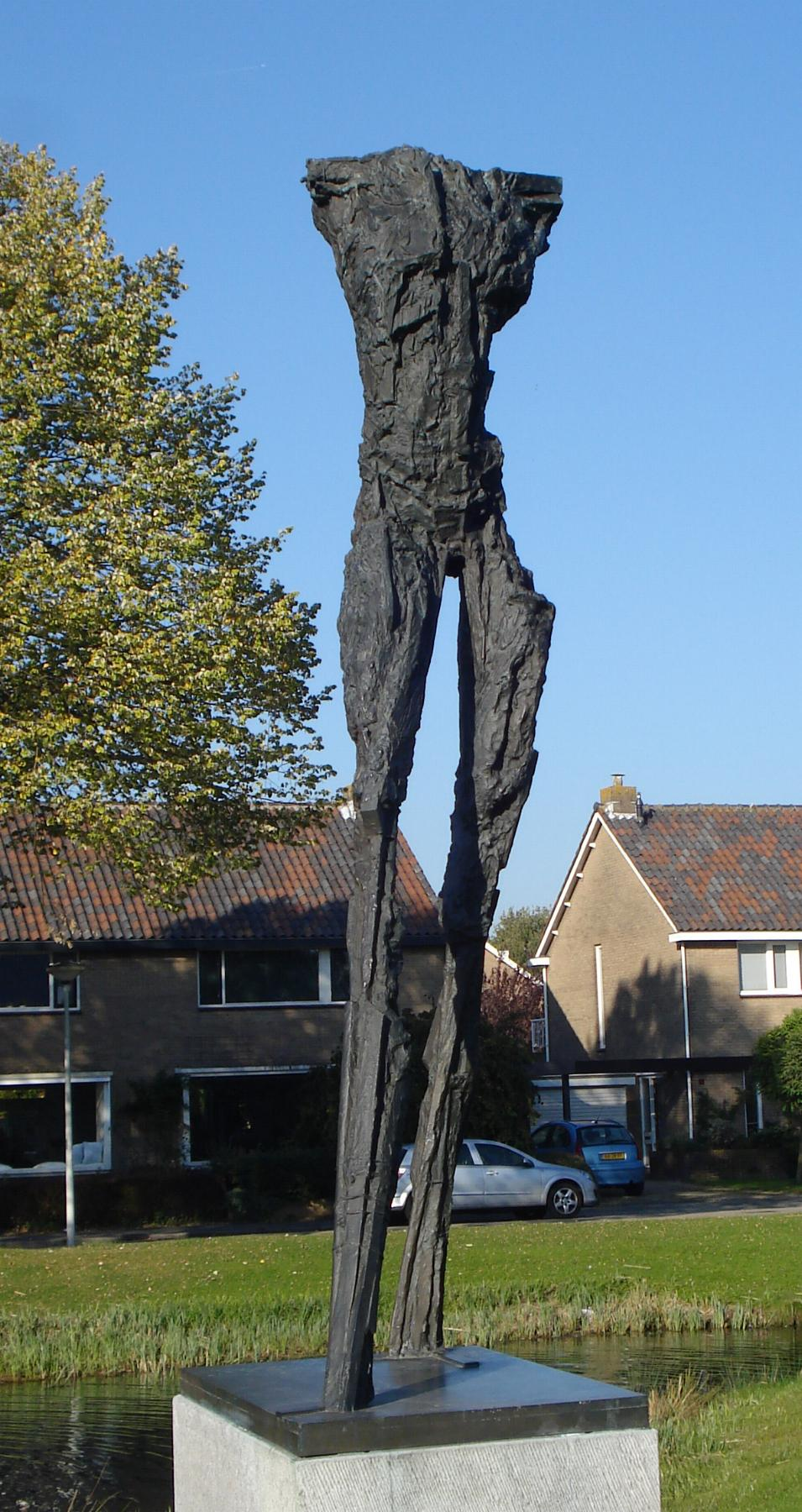
Voor Hatchepsut (1993), Barendrecht